# میدان نفتی بی‌بی‌حکیمه
میدان نفتی بی‌بی‌حکیمه از میدان‌های نفتی ایران است، که در محدوده شهرستان گچساران، استان کهگیلویه و بویراحمد قرار دارد. این میدان با طول ۷۰ کیلومتر و عرض ۵ کیلومتر، در جنوب میدان نفتی گچساران مستقر می‌باشد.
میدان بی‌بی‌حکیمه در سال ۱۳۴۱ توسط شرکت اکتشاف و تولید نفت ایران کشف شد و در همان سال نیز به بهره‌برداری رسید. ظرفیت تولید نفت خام این میدان در حال حاضر ۱۲۰ هزار بشکه در روز است. این میدان دارای مخازن آسماری، بنگستان و خامی می‌باشد، که مخزن خامی آن از سازندهای فهلیان، گدوان و داریان تشکیل شده است. میدان بی‌بی‌حکیمه از میدان‌های تحت مدیریت شرکت ملی مناطق نفت‌خیز جنوب است، که عملیات بهره‌برداری از آن توسط شرکت بهره‌برداری نفت و گاز گچساران انجام می‌شود.